# Schiffssetzung von Øvre Kleppaker
Die Schiffssetzung von Øvre Kleppaker (auch Holkekilmyra genannt) liegt auf einer kleinen Lichtung östlich von Tjølling bei Larvik im Fylke Vestfold in Norwegen. Der Name stammt vom altnorwegischen Kleppakr (deutsch „Klumpenacker“).
Die Schiffssetzung besteht aus neun aufrechten Steinen, hatte aber wahrscheinlich weitere Steine. Einige große Steine in der Umgebung gehören vermutlich zur Steinsetzung. Die Nordwestseite besteht heute aus vier und die Südostseite aus drei Steinen. Zwei weitere aufrechte Steine im südlichen Teil waren wahrscheinlich die Bugsteine des Schiffes. Vier kleine Gruben im Boden am nördlichen Ende gehören wahrscheinlich zu früher entfernten Steinen. Im Süden liegen zwei große Steine am Boden.
Der höchste Stein im Nordwesten ist 1,4 Meter hoch und 1 Meter breit. Es verjüngt sich nach oben. Die anderen Steine sind etwa 1,0 Meter hoch und 60 cm breit. Die Steine der Südostseite sind etwa 90 cm hoch und 50 cm breit. Sie verjüngen sich ebenfalls nach oben. Der Endstein ist etwa 1,3 Meter hoch und 1,0 Meter breit. Der längste liegende Stein ist etwa 2,0 Meter lang.
In der Nähe sollen zwei Rundhügel liegen.